# Triaxomera kurilensis
Triaxomera kurilensis är en fjärilsart som beskrevs av Aleksei Konstantinovich Zagulajev 1996. Triaxomera kurilensis ingår i släktet Triaxomera och familjen äkta malar. Inga underarter finns listade i Catalogue of Life.